# Tabuk
Tabuk (àrab: تبوك, Tabūk) és una ciutat de l'Aràbia Saudita, capital de la província homònima, al nord-oest del país. La seva població, segons el cens del 2004, era de 441.351 habitants.

## Història
Es creu que era antigament la vila de Thapaua esmentada per Claudi Ptolemeu i que formà part de la província romana de l'Aràbia Pètria. Hi vivien els àrabs Banu Kalb i hi havia un campament militar, almenys en temps dels romans d'Orient, als segles v i vi, quan hi vivien les tribus àrabs làkhmides d'Amila i Judham.

### Islamització
El 629 l'expedició musulmana de Muta a Tabuk va fracassar. L'estiu del 630 Mahoma va ordenar una ràtzia des de Medina contra Tabuk, on les tribus àrabs i els romans d'Orient s'havien organitzat; però els musulmans no volien fer l'expedició a causa de la calor; la ràtzia finalment es va fer i es va anomenar ghazwat al-ursra (ràtzia del patiment). Alguns caps locals de la costa i de l'interior es van sotmetre a Mahoma. Una expedició manada per Khàlid ibn al-Walid va atacar Al-Ukàydir ibn Abd-al-Màlik, el cap àrab cristià de Dúmat al-Jandal, que finalment es va sotmetre i va pagar la jizya. Mahoma va nomenar governador de tot el nord-oest a Amr ibn al-As, i a Muadh ibn Jabal com a recaptador (jabi) de la sadaka.

### Després
El 716 el califa Úmar ibn Abd-al-Aziz hi va construir una mesquita, coneguda com a màsjid at-Tawba a un lloc que havia estat trepitjat per Mahoma. La mesquita fou objecte de veneració i pelegrinatge durant segles i va ser objecte de diverses restauracions al llarg del temps, la darrera feta pel rei saudita Faysal el 1973. La ciutat era una estació clau per ser un lloc amb aigua a la ruta dels pelegrins. En moments d'agitació algunes tribus de bandits àrabs cobraven els peregrins per poder accedir a l'aigua, fet que fou especialment dramàtic el 1530 quan es va impedir l'accés a l'aigua de Tabuk i de qualsevol altre lloc.
El 1555 els bandits van atacar una caravana de pelegrins i el 1557 el sultà Solimà el Magnífic va ordenar construir algunes fortaleses a la ruta dels pelegrins, incloent-n'hi una a Tabuk. Els otomans van explotar l'aigua soterrània abundant i van aprofitar els pous de la regió que van mantenir en bon estat i hi van afegir bombes d'extracció. Hi havia palmeres, oliveres, tarongers i vinyes i el raïm de Tabuk era apreciat a tot l'Hedjaz. La fortalesa de Tabuk fou restaurada el 1653. En aquest temps tenia una mesquita i un pou i estava flanquejada per dos estanys; tenia guarnició permanent que disposava de canons, el que feia la zona un lloc segur. Això li va garantir la prosperitat als segles xvii i xviii. Al segle xix fou visitada per diversos europeus com Wallis el 1850 i Doughty el 1870 que la descriuen com lúgubre i poc poblada. El 1884 Charles Huber diu que estava totalment deserta. La construcció del ferrocarril de l'Hedjaz als primers anys del segle xx va capgirar la situació, ja que fou convertida en estació de re-avituallament. Es va repoblar i es va afegir un barri, es va construir un hospital i una quarantena, la mesquita fou arranjada i el subministrament d'aigua millorat.
Dins del regne del Hijaz (1916-1926) va ser part de la província de Maan creada el 1924 pel rei Husayn ibn Ali. El 1925 fou ocupada pels saudites, i el regne fou annexionat pel sultà Abd-al-Aziz ibn Saüd del Nedjd i el 1926 va crear-se la província de Tabuk amb un emir al front (vegeu província de Tabuk) que va establir residència a la fortalesa. Diversos governadors foren membres de la família Al Sudairy i altres de la família Al Saüd. Inicialment els pobladors eren membres del clan Hamidat però amb el desenvolupament la població va passar a ser barrejada de moltes tribus i clans, especialment els Atiyya, els Bali, els Huwaytat i els Anaza.

## Altres informacions
Els edificis històrics són la mesquita, la fortalesa, l'estació, i els edificis de l'hospital i la quarantena. A part hi ha diversos jaciments arqueològics a la regió, el principal és el d'al-Bidaa. El clima és calorós a l'estiu (26 graus de mitjana mínima i 46 de màxima) i suau a l'hivern (4 graus de mínima mitjana i 18 graus de màxima mitjana); a l'hivern a vegades hi glaça. Només hi plou del novembre al març, entre 50 i 150 mm.